# Windows NT
Windows NT je naziv za operativni sustav tvrtke Microsoft i općeniti naziv za niz operativnih sustava izvedenih iz njega.

## Značajke
Za razliku od prethodnih operativnih sustava koje je Microsoft razvijao za PC platformu, Windows NT je osmišljen kao profesionalni sustav široke primjene i dizajniran od nule; sustav iznutra više liči Unixu nego MS-DOSu ili Windows 95.
Sustav podržava, između ostaloga:
- virtualnu memoriju sa zaštitom pristupa
- preemptivni multithreading
- duga imena datoteka
- novi format zapisa na disku (NTFS) s pravima pristupa
- Unicode
- sistemska prava pristupa različitim internim objektima operativnog sustava
- interprocesnu komunikaciju

Za detalje, pogledajte članak arhitektura Windowsa NT.

## Inačice i izvedeni sustavi
- Windows NT 3.1
- Windows NT 3.5
- Windows NT 4.0
- Windows 2000
- Windows XP
- Windows Server 2003
- Windows Vista
- Windows 7
- Windows 8
- Windows 8.1
- Windows 10
- Windows 11